# Clarendon Fund
Der Clarendon Fund vergibt Stipendien (englisch: Clarendon Scholarship) an der University of Oxford in Großbritannien. Es wurde 2000 etabliert und fördert seit 2001 jährlich 140 Studenten, die ein postgraduales Studium (Master oder Promotion) in Oxford beginnen. Im Jahr 2014 wurden Studenten aus mehr als 50 Ländern gefördert.
Das Stipendium richtet sich an herausragende Bewerber, die in Oxford ein postgraduales Studium in Voll- oder Teilzeit beginnen, d. h. ein Masterstudium (M.St., M.Sc., B.C.L, M.F.E., M.Phil., M.Th.), ein Forschungsmaster (M.Sc.) oder eine Promotion (D.Phil.). Als potentielle Stipendiaten werden zunächst alle Bewerber oben genannter Studiengänge berücksichtigt. Die Auswahl richtet sich ausschließlich nach akademischen Kriterien. Die finanziellen Leistungen an die Stipendiaten umfassen neben der vollständigen Übernahme der Studien- und College-Gebühren einen festen Betrag zur Deckung der Lebenshaltungskosten. Die finanziellen Zuwendungen sind in der Höhe vergleichbar mit dem Rhodes-Stipendium.
Bis zum Jahr 2014 wurden insgesamt 1300 Studenten durch den Clarendon Fund gefördert, darunter 350 aktive Clarendon Stipendiaten.

## Geschichte
Die Gründung des Clarendon Fund wurde im Jahre 2000 beschlossen und im Jahr 2001 durchgeführt. Die Finanzmittel kommen von der Oxford University Press, dem Universitätsverlag der Universität Oxford. Ursprünglicher Zweck des Clarendon Funds war es die besten postgradualen Studenten aus Übersee dabei zu unterstützen ihren Studienplatz an der Universität Oxford wahrzunehmen. Im Jahr 2011, dem zehnjährigen Jubiläum, wurde beschlossen den Kreis der potentiellen Kandidaten auf alle Nationalitäten, insbesondere auch auf Bewerber aus EU-Staaten, auszuweiten.
Der Clarendon Fund wurde durch die Oxford University Press bereits mit mehr als 37 Millionen Pfund unterstützt. Neben der finanziellen Förderung wird großer Wert auf die Förderung der Gemeinschaft unter den Stipendiaten gelegt. Die Stipendiaten haben die Möglichkeit an einer Vielzahl an kulturellen, sozialen oder karriere-orientierten Veranstaltungen teilzunehmen.

## Auswahl
Jeder Bewerber für einen postgradualen Studiengang an der Universität Oxford wird automatisch für ein Clarendon-Stipendium berücksichtigt. Im Gegensatz zu anderen vergleichbaren Stipendien, wie z. B. das Rhodes-Stipendium, welche einen Schwerpunkt auf charakterliche Eigenschaften legen, werden die Stipendiaten ausschließlich nach bisherigen akademischen Leistungen und dem Potential einen signifikanten Beitrag für ihren jeweiligen Forschungsbereich zu leisten ausgewählt. Außerdem wird versucht eine gleiche Anzahl an Stipendiaten aus den vier Divisions der Universität zu fördern, um einen interdisziplinären Austausch zu ermöglichen. Das Stipendium wird an etwa 2 % der beginnenden postgradualen Studenten vergeben. Es zählt damit zu den renommiertesten und kompetitivsten Stipendien für ein Studium an der Universität Oxford.

## Rat der Stipendiaten
Der Rat der Stipendiaten (englisch: Clarendon Scholar’ Council) hilft durch die Organisation von Veranstaltungen den sozialen und intellektuellen Austausch zwischen den Stipendiaten zu stärken. Der Rat besteht aus sieben aus der Stipendiatenschaft gewählten Mitgliedern, sowie aus ständigen Vertretern der Universität. Eine weitere Aufgabe des Rats ist den Ruf und die Wahrnehmung des Clarendon Stipendiums und der Universität Oxford durch ein starkes Alumni-Netzwerk, sowie durch Kooperationen mit anderen Institutionen zu fördern. Zu den früheren Präsidenten des Rates zählen: Claire Higgins (2012), Ramtin Amin (2013), Matthijs Vákár (2014), Robert Brand (2015), Christine Moore (2016), und Amy Kao (2017).